# Giuseppe Rossini
Giuseppe Rossini, surnommé Pino Rossini (né le 23 août 1986 à Carbonara, une frazione de la ville de Bari, dans les Pouilles), est un footballeur italo-belge.

## Biographie
Très jeune, Giuseppe Rossini quitte l'Italie et s'installe en Belgique, dans la région de La Louvière, pour suivre ses parents.
Il a un frère.

## Parcours

### Jeunes
Giuseppe Rossini commence à jouer au football dans un petit club en Belgique, le RFC Houdeng avant d'être repéré par le Sporting de Charleroi et le RAEC Mons.

### FC Utrecht
C'est au cours des matchs de jeunes qu'il est repéré par le club hollandais du FC Utrecht, où il joue pendant trois saisons, de 2005 à 2008. Il s'y distingue grâce à quelques buts (3) sur les 46 matchs joués (essentiellement des montées en jeu) et surtout grâce à son pied gauche et son rôle de pivot.

### FC Malines
En 2008, il signe au FC Malines pour 3 saisons, alors que d'autres grands clubs belges s'intéressaient à lui.  Lors de sa 1ere saison derrière les casernes, il marque 10 buts en championnat pour 22 apparitions (dont 11 matches en tant que titulaire). Sa 2e saison est moins bonne, où il ne marquera que 2 buts toutes compétitions confondues et joue moins, étant plus réserviste que titulaire, à la suite des bonnes performances du buteur Björn Vleminckx.  Rossini annonce vouloir quitter le club en octobre 2010 si sa situation ne change pas.

### KV Courtrai
Il signe au KV Courtrai pour la saison 2010-2011.  

### SV Zulte-Waregem
Le 29 mai 2011, il signe un contrat de 2 ans avec option pour 1 année supplémentaire à Zulte Waregem.  

#### Saint-Trond VV
Il est prếté par le club flandrien en toute fin de mercato hivernal au club de Saint-Trond VV.  Il marquera 3 buts pour 9 apparitions (7 matches en tant que titulaires).

### Sporting de Charleroi
Le 31 août 2012, Giuseppe Rossini signe un contrat portant sur une saison avec une saison supplémentaire en option au Sporting de Charleroi.  Ses bonnes performances (7 buts en 23 matches toutes compétitions confondues) poussent les dirigeants à prolonger son contrat de 2 saisons.  Il est lié au "Zèbres" jusqu'en juin 2015. 
Les 2 saisons suivantes sont moins bonnes pour Rossini (2 buts en championnat en 2 ans).  

#### OHL
Le Sporting de Charleroi prête Rossini jusqu'à la fin de la saison 2014-2015 à Oud-Heverlee Louvain, en 2e division, qui lutte pour la montée.  Le joueur belgo-italien arrive à se relancer en marquant 6 buts pour 14 apparitions et participe activement à la montée du club en division 1 via le tour final.

### Progrès Niederkorn
Le contrat de Rossini n'étant pas renouvelé à Charleroi, il signe un contrat de 4 ans au FC Progrès Niedercorn, au Luxembourg.  Il rompt son contrat après seulement une saison, plutôt moyenne, au Luxembourg.

## Carrière internationale
Giuseppe Rossini fit partie de la présélection de l'équipe belge pour les Jeux de Pékin, mais il ne fut finalement pas retenu, le sélectionneur lui ayant préféré Kevin Mirallas.
Il a fait partie de l'équipe de Belgique des moins de 21 ans.